# Бащенко Михайло Іванович
Бащенко Михайло Іванович (*1948) — академік Національної академії аграрних наук України, доктор сільськогосподарських наук, професор, заслужений працівник сільського господарства України, лауреат Державної премії України в галузі науки і техніки (2016).

## Біографічні відомості
Михайло Іванович народився 1 березня 1948 р. с. Радиванівка (Кам'янський район, Черкаська область). Освіта вища, закінчив Костромський сільськогосподарський інститут (1971), за фахом — учений-зоотехнік. З 02.1971 р. — старший зоотехнік, з 02.1972 р. — головний зоотехнік Черкаського обласного племтвариноб'єднання. З 05.1981 р. — начальник Черкаського обласного виробничого об'єднання з племінної справи і тваринництва. З 06.1987 р. — генеральний директор Черкаського обласного виробничо-наукове об'єднання з племінної справи і прогресивних технологій в тваринництві «Прогрес». З 05.1993 р. — директор (за сумісництвом) Черкаського філіалу Інституту розведення і генетики тварин УААН. З 10.1996 р. — директор Черкаського інституту агропромислового виробництва; голова правління ВАТ ВО «Прогрес». З 25 грудня 2002 р. академік Національної академії аграрних наук України. 2011—2012 р.— директор Інституту розведення і генетики тварин УААН. З 2014 р. — віце президент Національної академії аграрних наук.

## Наукова діяльність
Наукові розробки М. І. Бащенка спрямовані на вирішення проблем підвищення ефективності селекції молочної, молочно-м'ясної та м'ясної худоби. Ним теоретично обґрунтована, розроблена і реалізована у Черкаському регіональному центрі наукова концепція системи селекції у скотарстві. У результаті впровадження створено високопродуктивний черкаський заводський тип худоби, що є складовою частиною структури української червоно-рябої молочної породи, а також селекційні стада центрально-східного типу української чорно-рябої молочної породи. Сформована селекційна база спеціалізованого м'ясного скотарства.
М. І. Бащенком сформульовані генетико-статистичні закономірності щодо дискретної спадковості тварин у ряді суміжних генерацій у селекції бугаїв-плідників. Під його керівництвом створена регіональна інформаційна система селекції великої рогатої худоби, яка забезпечує достовірність племінного обліку, оцінку фенотипу і генотипу тварин, відбір найкращих генотипів за комплексом господарсько-корисних ознак, визначення племінної цінності тварин, а також моделювання та оптимізацію селекційного процесу.
Кандидатську дисертацію на тему: «Удосконалення молочної худоби Черкаської області з використанням генофонду голштинської породи» захистив у 1992 р. в Українському науково-дослідному інституті тваринництва. Докторську дисертацію на тему: «Регіональна система селекції у скотарстві» захистив у 2000 р. в Інституту розведення і генетики тварин УААН.
М. І. Бащенко має 4 авторських свідоцтва. Він є одним із авторів створення української червоно-рябої молочної породи великої рогатої худоби, центрального внутріпородного та черкаського заводського типів, а також заводської лінії в структурі цієї породи.
Під його керівництвом захищено низку кандидатських дисертацій.

## Публікації
М. І. Бащенком опубліковано понад 330 наукових праць, в тому числі у співавторстві 13 монографій.
Серед них:
- Бугаї-плідники в селекції молочної худоби / М. І. Бащенко, А. М. Дубін, Г. Н. Попова та ін; за ред. М. І. Бащенка. — К. : Фітосоціоцентр, 2004. — 200 с.
- Створення модельної ферми молочної худоби з енергозберігаючою технологією виробництва молока: метод. рек. / М. І. Бащенко, О. Ф. Гончар, А. Г. Чернецький. — Черкаси : 2010. — 44 с.
- Екологічна мережа Центрального Придніпров'я: монографія / М. І. Бащенко, О. Ф. Гончар, В. В. Лавров, С. І. Дерій . — К. : Центр екологічної освіти і інформації, 2009. — 386 с. — ISBN 978-966-8670-65-7.
- Селекція американської норки на збільшення розміру тіла: метод. рек. / М. І. Бащенко, О. Ф. Гончар, О. М. Гавриш та ін. — Черкаси, 2009. — 24 с.
- Біорізноманіття екомережі Черкащини та оптимізація співвідношення угідь / М.І. Бащенко, О.Ф. Гончар, А.А. Білушенко. Монографія. - Черкаси: Черкаський інститут АПВ, 2010. – 185 с.
- Кролівництво: Монографія. / Бащенко М. І., Гончар О. Ф., Шевченко Є. А. - Черкаси: Черкаський інститут АПВ, 2011. – 302 с.
- Довідник хімічного складу і поживності кормів в Ґрунтово-кліматичних умовах Черкаської області: М.І. Бащенко І.А. Іонов О.Ф. Гончар М.С. Небилиця С.О. Шаповалов І.С. Вакуленко С.А. Михальченко Ю.М. Сотніченко О.М. Гавриш Ю.І. Кривда Є.Ф. Ткач Є.А. Шевченко Н.В. Яремич Ю.В. Мелешко І.В. Заїка Н.І. Васюра – Черкаси: Черкаська дослідна станція біоресурсів, 2013. – 260 с.
- Технологія органічного виробництва свинини. / Бащенко М.І., Волощук В.М., Небилиця М.С., Ващенко О.В. ІС і АПВ НААН.- Полтава: ТОВ «Фірма «Техсервіс», 2017. – 399 с. Монографія
- Кролівництво. Видання друге доповнене. Монографія / М.І. Бащенко, О.В. Бойко, О.Ф. Гончар, Є. А. Шевченко.  — Черкаси, 2017. — 305 с.
- Молочне скотарство в фермерських та особистих селянських господарствах : монографія / М.І. Бащенко, О.В. Бойко, О.Ф. Гончар, Ю.М. Сотніченко — Черкаси, 2017. — 228 с.
- Кролівництво. Видання третє, перероблене. Монографія. / М.І. Бащенко, О.В. Бойко, О.Ф. Гончар, Є. А. Шевченко.  —  Черкаси, 2018. — 306 с.
- Проектування інтенсивного виробництва кролятини в Україні / М.І. Бащенко, О.М. Гавриш, О.Ф. Гончар, І.С. Лучин Монографія. Чорнобаївське КПП 2019. 212 с.
- Кролівництво в Україні / Монографія колективу авторів М.І. Бащенко, О.Ф. Гончар, О.В. Бойко. 2020 р. (Publishing house: GlobeEdit) Німеччина. ISBN-13: 978-620-0-61083-6.

## Партійна діяльність
Голова Черкаської обласної організації Аграрної партії України.